# Makedonia TV
Македонія ТВ (грец. Μακεδονία TV) — національна телевізійна мережа в Македонії, Греції. Центр розташований в Салоніках. Телеканал транслюється на півночі, та македонському регіоні Греції.
Македонія ТВ транслює фільми, популярні серіали, 3 7.00-9.00 транслюється програма Καλιμερα απο από την Μακεδονια (Доброго Ранку з Македонії).

## Логотип

Вергінська зірка на прапорі Егейської Македонії

Логотипом телеканалу — мала літера «m», старим символом був символ грецької Македонії — Вергінська зірка. Телеканал використовував його під час конфлікту Греції з Північною Македонією.